# Vaasa (Verwaltungsgemeinschaft)

Lage der Verwaltungsgemeinschaft Vaasa in Finnland

Die Verwaltungsgemeinschaft Vaasa (finnisch Vaasan seutukunta) ist eine von vier Verwaltungsgemeinschaften (seutukunta) der finnischen Landschaft Österbotten. Zu ihr gehören die fünf folgenden Städte und Gemeinden:
- Korsnäs
- Malax
- Korsholm
- Vaasa
- Vörå